# Tito Franco de Almeida
Tito Franco de Almeida (Belém, 4 de janeiro de 1829 — Belém, 17 de fevereiro de 1899) foi um advogado, professor, escritor e político brasileiro.

## Biografia
Filho de Joaquim Inácio de Almeida, bacharel português, e de Dona Maria Romana de Almeida, recebeu sua primeira educação em Lisboa. Voltou ao Brasil 1844. Cursou o bacharelado em Ciências Jurídicas e Sociais, pela Academia de Olinda, onde graduou-se em 1851. Foi professor catedrático de Filosofia Racional e Moral no Liceu Paraense.
Foi deputado provincial no Pará em diversas legislaturas. Elegeu-se deputado geral em quatro ocasiões: 1857 a 1860, 1864 a 1866, 1878 a 1881 e 1889, sendo que, neste último mandato, não tomou posse dado o fim do regime imperial no Brasil. Não aderiu à República, declarando-se monarquista.
No Rio de Janeiro, foi diretor geral da Secretaria dos Negócios da Justiça e redator chefe do Diário Oficial do Império no período de 1864 a 1866.
Foi diretor do Diário do Rio de Janeiro. Pertenceu ao Instituto dos Advogados do Brasil. Foi presidente (1883 e 1885) do Club da Amazônia, organização abolicionista.
Apesar de ser liberal, era contra a separação da Igreja e do Estado, afirmando que "deviam permanecer unidos de modo que este Estado pudesse continuar a controlar aquela Igreja".

## Legado
Na cidade de Belém, existia uma avenida importante no bairro do Marco que se chamava "Tito Franco" em sua homenagem.

## Descendência
A partir das fontes bibliográficas, há o registo de dois filhos de Tito Franco, sendo um homônimo.
- Filhos
  - Tito Franco de Almeida (1879-1918), advogado e escritor.
  - Carlota Almeida, casada com Henri de La Roque Júnior.

## Obras de Tito Franco
1. Almeida, Tito Franco de. O Brazil e a Inglaterra ou o trafico de africanos: Rio de Janeiro: Typographia Perseverança, 1868. 458 p.
2. Almeida, Tito Franco de. A grande política: balanço do Império no no Reinado actual. Rio de Janeiro: Imperial Instituto Artístico, 1877. 180 p.
3. Almeida, Tito Franco de. A Igreja no Estado: estudo político-religioso. Rio de Janeiro: Typographia Perseverança, 598 p.
4. Almeida, Tito Franco de. Monarchia e monarchistas. Pará: Typographia de Tavares Cardoso & Cia., 1895. 464 p.
5. Almeida, Tito Franco de. O conselheiro Francisco Furtado: biographia e estudo de História politíca contemporânea pelo conselheiro Tito Franco de Almeida. Rio de Janeiro: Eduardo e Henrique Laemmert, 1867. viii, 483 p.
6. Almeida, Tito Franco de. O Conselheiro Francisco José Furtado: biografia e estudo de história política contemporânea. São Paulo, Cia. Ed. Nacional, 1944.420 p.  (Com anotações de Dom Pedro II).
7. Almeida, Tito Franco de. Ordem do dia: a questão das carnes verdes ou apontamentos sobre a criação do gado na Ilha do Marajó. Pará Typographia de Santos e Filhos, 1856. 142 p.
8. Almeida, Tito Franco de. Phase actual do conflicto religioso no Pará com todos os documentos necessários. Typographia do Liberal, 1880. 410 p.
9. Almeida, Tito Franco de. Vinhos artificiaes. Pará: s.n., 1892. 72 p.